# Frassem
Frassem (prononcé /fʁa.sεm/, Fruessem en luxembourgeois) est un village belge de la ville d’Arlon en province de Luxembourg et Région wallonne.
Avant la fusion des communes de 1977, il faisait partie de la commune de Bonnert.

## Géographie
Le village est « sectionné » par la route de Diekirch qui conduit à Oberpallen.

## Démographie
Frassem compte 858 habitants au 31 décembre 2012.

## Curiosités
- L’arboretum[3] (créé en 1990).
- Les nombreuses ruches à abeilles (le village est reconnu pour sa production de miel).
- La maison natale de Godefroid Kurth à gauche de l’église
- Le vieux cadran solaire[4] du XVIIe siècle
- Le cimetière où se trouve le caveau de Godefroid Kurth

## Services
On trouve à Frassem une école communale, une église (Saint-Valentin) et une aire de jeu pour enfants (terrain de mini-foot en synthétique).
Avec le temps, le vieux village de Frassem s'est transformé en village résidentiel plutôt calme.
L'église accueille encore trois offices religieux par mois, dont un animé par la chorale (le troisième samedi du mois à 18h00).  Tous les premiers lundis du mois, l’oratoire de l’église accueille le groupe de prière Boguifra dès 20h00.
Occasionnellement, l’oratoire sert également de salle de projection d’un film suivi d’un débat sociétal.

### La chorale
La chorale « Boguifra » regroupe des chanteurs et instrumentistes de la région qui s'inspirent essentiellement du répertoire de la communauté du chemin neuf et de la communauté œcuménique de Taizé (Bourgogne). Elle compte une quinzaine de membres réguliers. Elle anime également l’office du premier samedi du mois à Bonnert et est parfois appelée à chanter à Saint-Martin à Arlon.